# Pussycat Dolls
Le Pussycat Dolls sono state un gruppo musicale statunitense, creato dalla coreografa Robin Antin nel 1995 inizialmente come corpo di ballo burlesque. In seguito al successo mediatico ottenuto, Antin riesce a far ottenere al gruppo un contratto discografico con la Interscope Records, trasformandolo, nel 2003, in una band attiva sul mercato discografico. La formazione originale del gruppo era composta da: Nicole Scherzinger, Carmit Bachar, Ashley Roberts, Jessica Sutta, Melody Thornton e Kimberly Wyatt.
L'album di debutto della band, PCD, ebbe molto successo a livello mondiale, regalando alle componenti grande fama. Nonostante questo, i conflitti all'interno del gruppo tra la leader, Nicole Scherzinger, e le altre ragazze, portarono, nel 2008, all'abbandono del gruppo da parte di Carmit Bachar. Rimaste in cinque, le Pussycat Dolls registrano il loro secondo album di studio dal titolo Doll Domination.
Nel 2010 viene ufficializzato lo scioglimento del gruppo, dopo sette anni di attività nel mercato discografico. Il 27 novembre 2019, nei profili social delle singole componenti del gruppo, viene annunciata la reunion della band con un tour e l'esibizione alla finale di The X Factor britannico il 30 novembre. Nel gennaio 2022 Nicole Scherzinger annuncia ufficialmente la cancellazione del tour e con il conseguente nuovo scioglimento del gruppo.
Complessivamente il gruppo vanta 60 milioni di dischi venduti in tutto il mondo tra album e singoli, risultando una delle girl band di maggior successo nella storia.

## Storia del gruppo

### 1993-2003: Gli inizi come corpo di ballo burlesque
Nel 1993, prendendo ispirazione dalle coreografie di Bob Fosse per Sweet Charity, la ballerina e coreografa Robin Antin iniziò ad esplorare l'idea di creare un corpo di ballo stile burlesque insieme all'amica Christina Applegate. Fu così che nacque il corpo di ballo delle Pussycat Dolls, che dal 1995 iniziò a esibirsi nei più importanti locali di Los Angeles, come il famoso Viper Room di Johnny Depp e il Roxy. Le performance erano basate su un repertorio di canzoni degli anni cinquanta e sessanta, e le ballerine si esibivano in lingerie o con costumi da pin-up. Originariamente, oltre ad Antin e Applegate, facevano parte del corpo di ballo anche Lindsley Allen, Bethany Chester, Carla Kama e Joie Shettler.
Nel corso degli anni il gruppo iniziò ad acquisire una forte notorietà, tant’è che i loro spettacoli vedevano la partecipazione di ospiti di eccezione come Christina Aguilera, Gwen Stefani, Britney Spears, Charlize Theron, Dita Von Teese, Pamela Anderson e tante altre. Verso la fine degli anni novanta, il gruppo iniziò anche ad apparire su importanti riviste quali Playboy e Maxim. Nel 2003 avviene il loro esordio cinematografico col film Charlie's Angels - Più che mai nelle vesti di ballerine e sempre lo stesso anno appaiono nei videoclip di Shut Up dei Black Eyed Peas e Trouble di Pink.

### 2003-2005: La trasformazione delle Pussycat Dolls come gruppo musicale
Nel 2003, durante un’esibizione con Gwen Stefani, le Pussycat Dolls vengono notate dai produttori discografici Ron Fair e Jimmy Iovine. Questi ultimi propongono a Robin Antin di trasformare le Pussycat Dolls in un gruppo musicale con lo stesso nome del corpo di ballo. A far parte del gruppo furono sette ragazze già presenti nel corpo di ballo: Robin Antin, Carmit Bachar, Cyia Batten, Kasey Campbell, Ashley Roberts, Jessica Sutta e Kimberly Wyatt. A loro furono aggiunte tre cantanti selezionate attraverso dei casting: Melody Thornton, Kaya Jones e Nicole Scherzinger. Fu chiesto anche a Carmen Electra di far parte del progetto musicale, ma rifiutò per continuare a intraprendere la sua carriera da attrice. Le Pussycat Dolls raggiunsero quindi la formazione di dieci elementi e firmarono il loro primo contratto discografico con la Interscope Records. Nel 2004 avviene l’esordio discografico con l’incisione del brano Sway, per la colonna sonora del film Shall We Dance?. Sempre lo stesso anno il gruppo registra un’ulteriore brano per la colonna sonora del film d’animazione Shark Tale dal titolo We Went as Fare as We Felt Like Going.
Nel settembre del 2004, durante la registrazione del primo album, Kaya Jones decide di abbandonare il gruppo a seguito di presunti conflitti nati nel gruppo tra lei e alcune delle ragazze. Nel gennaio del 2005 anche Cyia Batten e Kasey Campbell lasciano il gruppo. Robin Antin decide invece di assumere il suo ruolo nel gruppo in qualità di manager e coreografa, e non come componente. Fu così che le Pussycat Dolls raggiunsero la formazione di sei elementi composta da Carmit Bachar, Ashley Roberts, Nicole Scherzinger, Jessica Sutta, Melody Thornton e Kimberly Wyatt.

### 2005-2007: L'album di debutto e il successo mondiale

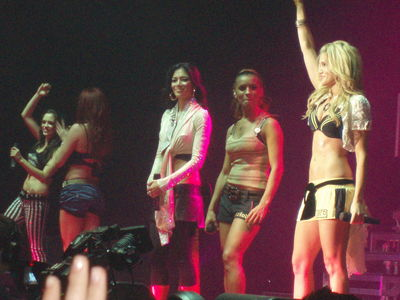
Pussycat Dolls in concerto a Böblingen, 2006

Il 13 settembre 2005 viene pubblicato il primo album, PCD, l'album è composto da canzoni pop-dance unito al loro stile burlesque; inoltre sono presenti alcuni tributi e cover di famose canzoni.
L'album viene anticipato dal singolo Don't Cha e vede la collaborazione con il rapper Busta Rhymes. Il singolo diventa una hit sia negli Stati Uniti, dove raggiunge la posizione numero 2 della Billboard Hot 100, sia nel resto del mondo, raggiungendo la posizione numero 1 in paesi come Australia, Regno Unito e Canada. Il brano ebbe un buon successo anche in Italia e le Pussycat Dolls furono ospiti del Festivalbar dello stesso anno, dove esibirono il singolo live.
Come secondo singolo viene pubblicata la ballad Stickwitu, altra hit di successo che entra nella top five negli Stati Uniti e raggiunge il secondo posto nel Regno Unito. Il brano ricevette la nomination ai Grammy Award nella categoria Best Pop Performance By a Duo or Group. Segue la canzone Beep cantata insieme a will.i.am, che non ha il successo avuto dai primi due singoli, ma riesce comunque a raggiungere la prima posizione in paesi quali Belgio e Nuova Zelanda. Il quarto singolo estratto dall'album è Buttons, collaborazione con il rapper Snoop Dogg che raggiunge la terza posizione sia nel Regno Unito che negli Usa. Il singolo successivo, I Don't Need a Man, non ebbe molto rilievo, ma riuscì ad entrare nella top ten di paesi come Australia, Irlanda e Regno Unito. L'ultimo singolo estratto dall'album di debutto delle Pussycat Dolls è stato Wait a Minute (con Timbaland).
L'album è un grande successo a livello mondiale: venderà oltre dieci milioni di copie, raggiungendo la prima posizione in Nuova Zelanda, la top five in Paesi come i Paesi Bassi e gli Usa, inoltre l'album entra nella top ten di Austria, Regno Unito, Germania, Irlanda.
Il gruppo nel 2006 è la band di apertura dei Black Eyed Peas nel Nord America. L'anno successivo apriranno, insieme alla Danity Kane e ai NTL, il Back to Basics Tour di Christina Aguilera. Intraprenderanno anche il loro primo tour mondiale, il PCD World Tour, al quale prenderà parte anche la cantante Rihanna per le date inglesi.

### 2007-2008:The Search for the Next Dolle i progetti solisti
Dato il grande successo ottenuto dal gruppo, nel 2007 la Antin realizza Pussycat Dolls Present: The Search for the Next Doll, un programma TV per trovare una nuova cantante da aggiungere alle Pussycat Dolls. Il reality show è trasmesso negli Stati Uniti sul canale The CW; in Italia il programma viene trasmesso sul canale musicale MTV. Lo show venne vinto da Asia Nitollano, la quale dopo pochi mesi di attività abbandona il gruppo per intraprendere una carriera da solista.
Dopo il successo di PCD alcuni membri del gruppo iniziano a dedicarsi alla loro carriera solista, prima su tutte la leader Nicole Scherzinger che lavora alla registrazione del primo album da solista, Her Name Is Nicole. Per lanciare l'album vengono pubblicati i singoli Whatever U Like (con T.I.) e Baby Love (con Will.i.am) che però ottengono scarso successo, così la casa discografica decide di sospendere il progetto e l'album non viene pubblicato. Oltre alla Scherzinger anche Carmit Bachar pensa ad una carriera da solista e per questo motivo nel 2008 abbandona le Pussycat Dolls. Così il gruppo assume la forma di quintetto con Scherzinger, Thornton, Roberts, Sutta e Wyatt.

### 2008-2009: Il secondo album:Doll Domination
Nel maggio 2008 il gruppo torna sulle scene musicali e pubblica When I Grow Up, il singolo che anticipa l'uscita del secondo album. La canzone ottiene un buon successo in tutto il mondo e in America raggiunge la prima posizione della Dance Club Songs. Successivamente, come secondo singolo, solo per il mercato americano viene pubblicata Whatcha Think About That (con la rapper Missy Elliot), ma la canzone ottiene scarso successo, tant'è che non riesce ad entrare nelle classifiche americane, ma entra comunque nella top 20 di vari paesi europei, tra cui il Regno Unito.
Il 19 ottobre 2008 viene pubblicato il secondo album del gruppo, Doll Domination. Nella prima settimana di uscita l'album vende circa 79 000 copie e debutta alla posizione numero 4 della classifica americana Billboard 200. Dall'album oltre a When I Grow Up e al singolo americano, vengono estratti altri singoli: I Hate This Part che ottiene buon successo entrando nelle top 10 di vari paesi, e Bottle Pop di scarso successo.
Nel 2009 il gruppo intraprende il loro secondo tour il Doll Domination Tour. Lady Gaga apre i concerti in Europa e in Oceania, mentre Ne-Yo apre le tappe inglesi. Una volta terminato il loro tour, a partire da metà del 2009 le PCD apriranno i concerti del tour di Britney Spears (The Circus: Starring Britney Spears).
Nell'aprile del 2009 Scherzinger durante un'intervista con Billboard conferma che ci sarà un re-release del loro secondo album. La nuova versione dell'album viene chiamata Doll Domination 2.0, dal quale vengono estratti due singoli: la cover in lingua inglese di Jai Ho, brano dell'artista indiano A. R. Rahman e colonna sonora del film The Millionaire, che diventa una hit mondiale e Hush Hush, versione dance dell'omonimo brano contenuto nell'edizione standard dell'album.

### 2009-2010: Lo scioglimento del gruppo originale
Nel tardo 2009 iniziano a circolare delle voci su un possibile scioglimento del gruppo dovuto a problemi interni, infatti i media riportano la presenza di tensioni tra Nicole Scherzinger e le altre ragazze.
Il 10 gennaio 2010 Jessica Sutta, durante un'intervista con E! Online, comunica la sua uscita dal gruppo. Il 26 febbraio Kimberly Wyatt annuncia la sua uscita dalla band, la stessa cosa farà Ashley Roberts il giorno seguente attraverso il suo sito Internet. Wyatt durante un'intervista conferma che il gruppo si è sciolto e che anche Melody Thornton ha lasciato il gruppo.
Il 10 marzo 2010 Robin Antin in un'intervista conferma di essere al lavoro per formare le nuove Pussycat Dolls che continueranno ad avere Nicole Scherzinger come leader e il cui album sarebbe dovuto uscire entro la fine dell'anno.

### 2010-2013: I continui cambi di formazione e la conclusione del progetto PCD
Il 24 maggio 2010 viene presentata la nuova formazione composta da Nicole e da quattro nuove ragazze: Vanessa Curry, Rino Nakasone (ex concorrente del talent show America's Best Dance Crew durante la terza stagione, con la crew tutta al femminile "Beat Freaks"), Kherington Payne (ex concorrente del talent show So You Think You Can Dance) e Jamie Ruiz (ex concorrente del reality show Pussycat Dolls Present: Girlicious). Il cambio di formazione viene notato poco dai critici, dai fan e dal pubblico, tant'è che questa nuova formazione non pubblicherà né singoli né album.
Il 5 dicembre 2010 Nicole Scherzinger lascia il gruppo per dedicarsi pienamente alla sua carriera da solista.
Il 2 gennaio 2011 Robin Antin rende noto l'abbandono del gruppo anche da parte di Curry, Nakasone, Payne e Ruiz.
Nella primavera successiva Robin Antin dichiara di aver trovato delle nuove cantanti per formare le nuove Pussycat Dolls. Nel novembre 2011 la cantante Lauren Bennett (ex componente della girlband Paradiso Girls, fondata sempre dalla Antin) dichiara in un'intervista di essere la prima cantante confermata per la nuova band. In seguito, Antin rende noti i nomi delle cinque componenti del nuovo gruppo: la già annunciata Lauren Bennett, Vanessa Curry (confermata dalla formazione precedente), Chrystina Sayers (ex componente della girlband Girlicious, fondata sempre dalla Antin), Paula Van Oppen (ex concorrente del talent show So You Think You Can Dance) ed Erica Kiehl Jenkins.
Nel 2012, ancor prima di pubblicare materiale discografico, la formazione presentata nel 2011 subisce delle variazioni, infatti Curry, Sayers e Jenkins vengono sostituite da Natalie Mejia (ex componente della girlband Girlicious), Amanda Branche e Natasha Slayton che insieme alle confermate Lauren Bennett e Paula Van Oppen vanno a costituire la nuova formazione del gruppo'. Successivamente la Branche viene sostituita da Simone Battle (ex concorrente della prima edizione di The X Factor USA) e la Mejia da Emmalyn Estrada.
A febbraio 2013, Robin Antin dichiara di aver accantonato il progetto delle nuove Pussycat Dolls e che le nuove ragazze (Bennett, Van Oppen, Slayton, Battle ed Estrada) hanno dato vita ad un nuovo gruppo dal nome G.R.L.. Inoltre afferma che esiste la possibilità di una futura riunione delle PCD originali.

### 2019-2022: la reunion, il tour e il secondo scioglimento
Carmit Bachar, Nicole Scherzinger, Ashley Roberts, Kimberly Wyatt e Jessica Sutta hanno confermato la reunion del gruppo attraverso i loro profili social; mentre Melody Thornton decide di non tornare nel gruppo a causa di un suo progetto musicale da solista in corso.
Il 27 novembre 2019 le componenti del gruppo annunciano il loro ritorno sulla scena mondiale a X Factor Celebrity e il 30 novembre 2019 si esibiscono in un medley con le loro hit più conosciute Buttons, When I Grow Up e Don't Cha seguite da un breve estratto della loro nuova canzone React. Durante la serata viene annunciato il loro tour nel Regno Unito e in Irlanda che avrebbe avuto inizio nell'aprile 2020. Successivamente il tour si sarebbe spostato anche in Australia e in Nuova Zelanda. In seguito alla pandemia da Covid-19, l'intero tour venne posticipato al 2021.
La cantante americana Meghan Trainor ha voluto una collaborazione con le Pussycat Dolls nel suo terzo album, Treat Myself (pubblicato il 31 gennaio 2020), e la canzone in questione s'intitola Genetics. Ma il loro ritorno non si ferma a questo. Il 7 febbraio 2020, dopo circa undici anni di assenza nel mercato musicale, viene pubblicato il singolo React, riscuotendo un ottimo riscontro a livello mondiale. Vengono pubblicate anche alcune versioni remix e acustiche del brano.
Nel marzo 2021 viene annunciato che il tour è stato posticipato nuovamente a causa della pandemia da Covid-19. Nello stesso mese Sutta e Robin Antin durante un'intervista con Entertainment Tonight confermano che il gruppo sta lavorando a nuove canzone e che nel nuovo album potrebbero esserci delle collaborazioni con cantanti come Cardi B, Karol G e Megan Thee Stallion.
Nel gennaio 2022 Nicole Scherzinger annuncia ufficialmente la cancellazione del tour tramite un post su instagram, indicando come motivo della cancellazione cause relative alla situazione della pandemia. Sutta e Bachar dichiararono che erano costernate di venir a conoscenza della cancellazione del tour tramite un post instagram. Poco dopo anche Robin Antin ha confermato la cancellazione del tour del gruppo
. Tutto ciò portò al secondo scioglimento del gruppo, nonostante alcuni componenti del gruppo, tra cui Sutta e Bachar, dichiararono di essere positive circa il futuro del gruppo.

## Critiche
Le Pussycat Dolls sono state spesso criticate per essere un gruppo di cui una sola componente, la voce principale Nicole Scherzinger, ha una vera dimestichezza con il canto e per questo canta gran parte delle canzoni, mentre le altre componenti si limitano ai cori e all'esecuzione delle coreografie dei vari balletti. Anche per smentire queste voci, nel secondo album della band Doll Domination sono state inserite 5 bonus track cantate singolarmente da ogni membro del gruppo.

## Eredità
Nel corso degli anni il gruppo ha collezionato vari record in diversi paesi. Con soli due album in studio le Pussycat Dolls hanno venduto circa 60 milioni di dischi in tutto il mondo tra album e singoli (16 milioni di album e 44 milioni di singoli), risultando il gruppo femminile ad aver venduto più copie nel decennio 2000-2009 e classificandosi al quarto posto tra le girl band ad aver venduto più dischi a livello mondiale dopo le Andrews Sisters, Spice Girls e TLC.
La hit mondiale Don't Cha, che ha venduto oltre 3 milioni di copie nei soli Stati Uniti, risulta il singolo più venduto da una band femminile in America. Sono inoltre diventate il gruppo composto da sole donne ad aver venduto più coppie digitali al mondo. Jai Ho! (You Are My Destiny) e Don't Cha, sono ad oggi due delle canzoni più vendute in Australia e nel Regno Unito dell'ultimo ventennio. Secondo quanto riporta la Official Charts Company i due singoli risultano tra quelli che, dal momento del loro lancio, sono stati maggiormente scaricati nel Regno Unito durante la prima settimana.

## Formazione

### Componenti ufficiali
- Nicole Scherzinger (2003-2010; 2019-2022)
- Jessica Sutta (2003-2010; 2019-2022)
- Ashley Roberts (2003-2010; 2019-2022)
- Kimberly Wyatt (2003-2010; 2019-2022)
- Carmit Bachar (2003-2008; 2019-2022)
- Melody Thornton (2003-2010)

### Ex componenti
- Asia Nitollano (2007) - vincitrice di Pussycat Dolls Present: The Search for the Next Doll, comparsa

### Membri del corpo di ballo (1995-2005)
- Lindsley Allen (1995-2001)
- Robin Antin (1995-2005) - fondatrice, coreografa
- Christina Applegate (1995; 2002) - fondatrice
- Cyia Batten (1995-2005)
- Kasey Campbell (1995-2005)
- Carmen Electra (2001-2003; 2004)
- Nadine Ellis (1995-2002)
- Staci Flood (1995-2002)
- Kaya Jones (2003-2004)
- Carla Kama (1995)
- Joie Shettler (1995-2001)

## Discografia
- 2005 – PCD
- 2008 – Doll Domination

## Videografia
- 2006 - Pussycat Dolls Live from London

## Tournée
Come band principale
- 2006 – 2007 - PCD World Tour
- 2009 – Doll Domination Tour
- Cancellato - The Pussycat Dolls Tour

Come band di apertura
- 2006 - Honda Civic Tour
- 2007 - Back to Basics Tour
- 2009 - The Circus: Starring Britney Spears

## Riconoscimenti
| Anno | Premio                       | Categoria                                                                          | Risultato  |
| ---- | ---------------------------- | ---------------------------------------------------------------------------------- | ---------- |
| 2005 | Billboard Music Award        | Top Selling Single of the Year (Don't Cha)                                         | Nomination |
| 2006 | American Music Award         | Favorite New Breakthrough Artist                                                   | Nomination |
| 2006 | American Music Award         | Favorite Band, Duo or Group                                                        | Nomination |
| 2006 | Billboard Music Award        | Duo/Group of the Year                                                              | Nomination |
| 2006 | Billboard R&B/Hip-Hop Awards | Hot R&B/Hip-Hop Songs Sales (Don't Cha)                                            | Vinto      |
| 2006 | BMI Awards                   | BMI Pop Awards - Song List (Don't Cha)                                             | Vinto      |
| 2006 | BMI Awards                   | BMI Urban Award - Song List (Don't Cha)                                            | Vinto      |
| 2006 | BRIT Award                   | International Breakthrough Artist                                                  | Nomination |
| 2006 | Dolly Teen Choice Awards     | Best Mobile Phone Ringtone                                                         | Vinto      |
| 2006 | Echo                         | Best International Group Rock/Pop                                                  | Nomination |
| 2006 | Meteor Music Awards          | Best International Group                                                           | Nomination |
| 2006 | Winter Music Conference      | Best R&B/Urban Dance Track (Don't Cha)                                             | Vinto      |
| 2006 | Winter Music Conference      | Best Pop Dance Track (Don't Cha)                                                   | Nomination |
| 2006 | Winter Music Conference      | Best Dance Video (Don't Cha)                                                       | Nomination |
| 2006 | Winter Music Conference      | Best New Dance Artist Group                                                        | Vinto      |
| 2007 | ASCAP Awards                 | Most Performed Songs (Buttons)                                                     | Vinto      |
| 2007 | BMI Awards                   | BMI Pop Awards - Song List (Stickwitu)                                             | Vinto      |
| 2007 | Echo                         | Best International Group Rock/Pop                                                  | Vinto      |
| 2007 | Grammy Award                 | Best Pop Performance by a Duo or Group with Vocals (Stickwitu)                     | Nomination |
| 2008 | Billboard Music Award        | Duo/Group of the Year                                                              | Nomination |
| 2008 | BMI Awards                   | BMI Pop Awards - Award Winning SongsBMI Pop Awards - Award Winning Songs (Buttons) | Vinto      |
| 2009 | Echo                         | Best International Group Rock/Pop                                                  | Nomination |